# John Lambert (General, 1772)

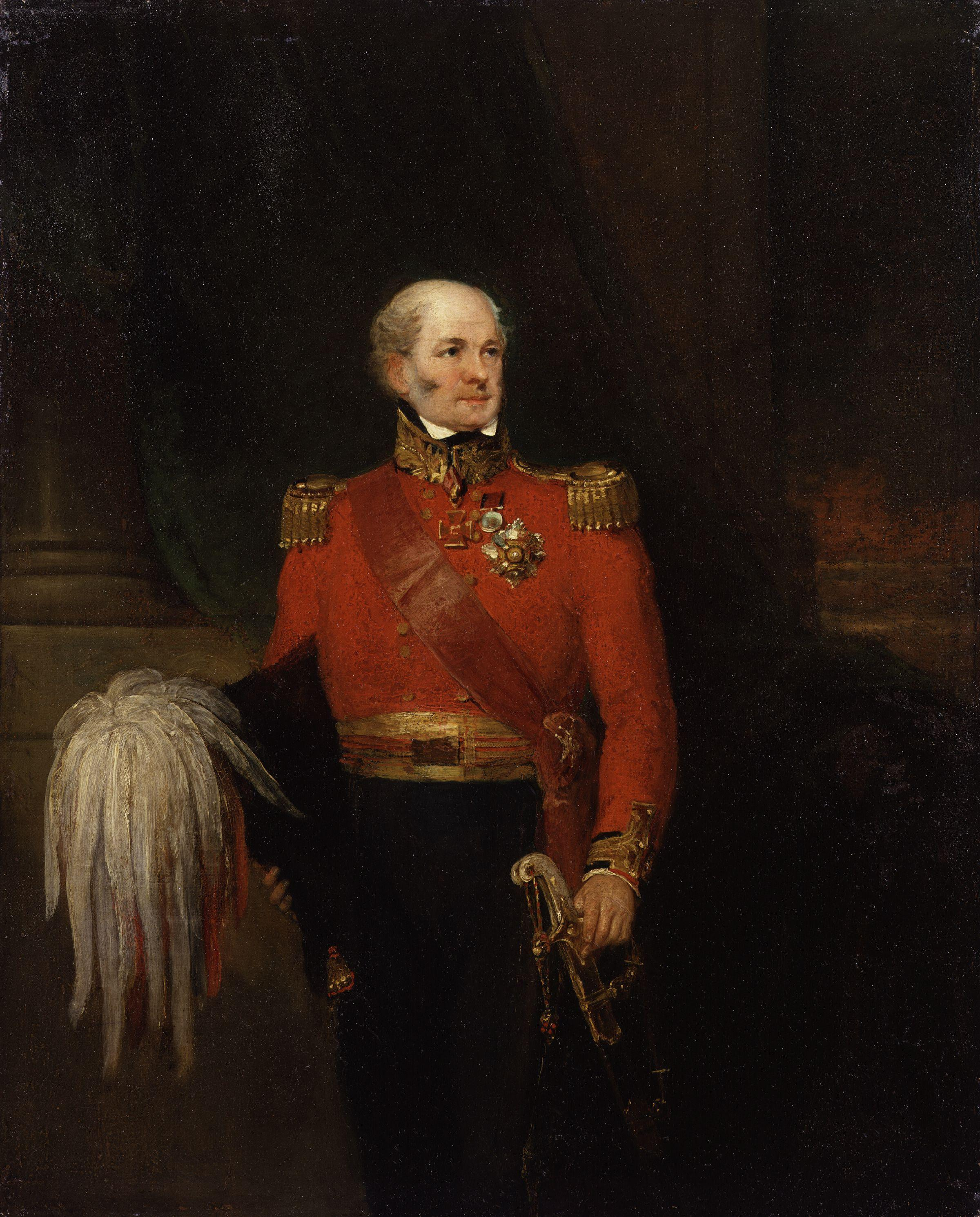
Sir John Lambert

Sir John Lambert GCB (* 28. April 1772; † 14. September 1847 in Weston House bei Thames Ditton in Surrey) war ein britischer General, der in den Napoleonischen Kriegen und im Britisch-Amerikanischen Krieg von 1812 diente.

## Leben und Wirken
Lambert trat 1791 als Ensign und Lieutenant des 1st Regiment of Foot Guards in die britische Armee ein. 1793 wurde er zum Lieutenant und Captain befördert. Im Rahmen der Koalitionskriege nahm er 1793 an den Belagerungen von Valenciennes und Dünkirchen, sowie an der Schlacht von Lincelles teil. Als Adjutant des 3. Bataillons nahm er am Feldzug von 1794, der Niederschlagung der Irischen Rebellion von 1798 und am Feldzug nach Holland von 1799 teil. 1801 wurde er zum Lieutenant-Colonel befördert. 1809 nahm er an der Schlacht bei La Coruña und an der Walcheren-Expedition teil. 1810 zum Colonel befördert, wurde er fortan im Krieg auf der Iberischen Halbinsel eingesetzt. 1813 zum Major-General befördert kommandierte er eine Brigade der 6. Division in die Schlachten von Nivelle, Nive, Orthez und Toulouse. Er wurde Mentioned in Despatches, mit dem Army Gold Cross ausgezeichnet und am 2. Januar 1815 als Knight Commander des Order of the Bath in den Ritterstand erhoben.
Im Britisch-Amerikanischen Krieg von 1812 diente er als Major-General in der Schlacht von New Orleans. Nach der Schlacht zog sich die britische Armee aus Louisiana zurück und schloss sich einem Angriff auf Mobile an. In den Eröffnungsmanövern dieses Feldzuges gewannen unter John Lambert 1.000 britische Soldaten die zweite Schlacht von Fort Bowyer, die gleichzeitig ihr letzter Einsatz im Krieg war. Als die Nachricht vom Friedensvertrag eintraf, zogen sich die britischen Truppen von Mobile zurück.
Es folgte der Oberbefehl über die 10. Brigade in der Schlacht von Waterloo. Von bayerischer Seite aus wurde er am 18. November 1815 als Komtur des Militär-Max-Joseph-Ordens ausgezeichnet; außerdem wurde ihm aufgrund seiner Verdienste in der Schlacht der Orden des Heiligen Wladimir III. Klasse verliehen.
Von 1824 bis 1847 war er Colonel des 10th (North Lincolnshire) Regiment of Foot. 1825 wurde er zum Lieutenant-General und schließlich 1841 zum General befördert. 1838 wurde er zum Knight Grand Cross des Order of the Bath erhoben.